# Anatoli Petrowitsch Bogdanow

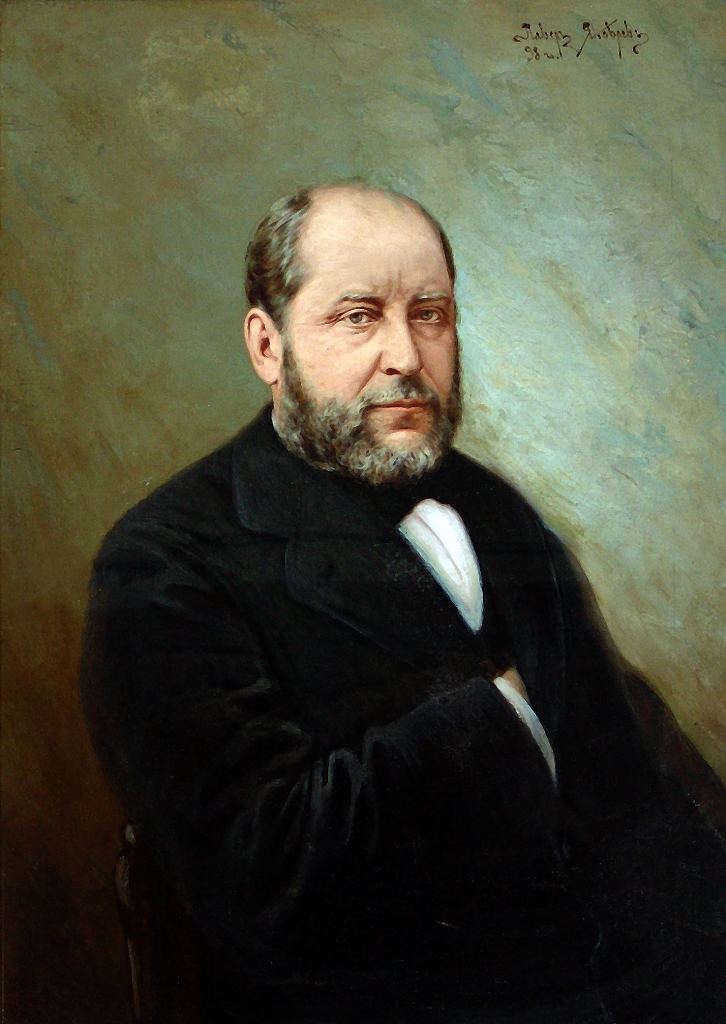
Anatoli Petrowitsch Bogdanow (etwa 1880)

Anatoli Petrowitsch Bogdanow (russisch Анатолий Петрович Богданов; * 1. Oktoberjul. / 13. Oktober 1834greg. im Ujesd Nischnedewizk; † 16. Märzjul. / 28. März 1896greg. in Moskau) war ein russischer Zoologe, Anthropologe und Hochschullehrer.

## Leben
Bogdanow war ein Findelkind und wuchs bei der Fürstin G. N. Keikuatowa auf. Bogdanow besuchte ab 1846 das Gymnasium in Woronesch, das er 1851 mit einer Silbermedaille abschloss. Darauf begann er das Studium an der physikalisch-mathematischen Fakultät der Universität Moskau (MGU) in der naturwissenschaftlichen Abteilung bei Karl Rouillier. 1855 schloss er den Kandidatkurs mit einer Silbermedaille für seine Arbeit zur Geologie ab. 1856 absolvierte er das Magister-Examen und wurde Lehrer in der Landwirtschaftsschule der Kaiserlichen Gesellschaft für Landwirtschaft. 1857 reiste er auf eigene Kosten ins Ausland, wo er Vorlesungen von Isidore Geoffroy Saint-Hilaire und Charles Émile Blanchard hörte.
1858 verteidigte er seine Magister-Dissertation über die Farbe der Vogelfeder, worauf er auf einer  Adjunkt-Stelle am Lehrstuhl für Zoologie der MGU arbeitete. 1859 besichtigte er auf seiner zweiten Auslandsreise die Zoologischen Gärten Berlin, Leiden, Brüssel, London und Paris sowie die dortigen Museen. 1860 wurde er als Adjunkt bestätigt. Ab 1863 arbeitete er als außerordentlicher Professor und leitete das Zoologische Museum der Staatlichen Universität Moskau. Mit anderen gründete er den Moskauer Zoo. 
In seinen Arbeiten zur Anthropologie trat er als Kritiker der Rassentheorien und des Polygenismus (Entstehung der Menschheit aus mehreren Ursprüngen) hervor und setzte sich intensiv für anthropologische Forschungen in Russland ein.
1865–1866 führte Bogdanow Ausgrabungen auf den Kurganen im Gouvernement Moskau durch, mit deren Ergebnissen er seine Dissertation über den Volksstamm der Moskauer Kurgane erstellte. 1867 wurde er zum Doktor der Zoologie promoviert und zum ordentlichen Professor auf dem Lehrstuhl für Zoologie und Ehrendoktor ernannt. 1868 besichtigte er wieder Museen und Zoologische Gärten in den Niederlanden, in Belgien, England, Frankreich und Italien und arbeitete in Hessen und Neapel. Im Jahr 1870 wurde er zum Staatsrat (5. Rangklasse) ernannt. 1873 wurde er auf seinen Antrag mit seiner Familie in den Adel des Gouvernements Moskau aufgenommen.
1873 arbeitete Bogdanow im Observatoire océanologique de Villefranche-sur-Mer und in der Zoologischen Station Neapel und besichtigte zoologische Einrichtungen in London, Hamburg, Kopenhagen, Stockholm und Uppsala. 1878 reiste er erneut nach Deutschland und Frankreich. 1886 wurde er Präsident der von ihm initiierten und 1863 gegründeten Kaiserlichen Gesellschaft der Freunde der Naturwissenschaft, Anthropologie und Ethnographie. 1887 wurde er zum Geheimrat (3. Rangklasse) ernannt. 1889 schickte ihn die Kaiserlich Russische Gesellschaft für Akklimatisation von Tieren und Pflanzen, die er initiiert hatte und deren erster wissenschaftlicher Sekretär er 1856–1858 war, zur Weltausstellung Paris und zum Congrès international d'anthropologie et d'archéologie préhistoriques in Paris. 1890 wurde er zum Korrespondierenden Mitglied der St. Petersburger Akademie der Wissenschaften gewählt.
In der MGU organisierte Bogdanow an seinem Lehrstuhl für die praktischen Übungen der Studenten das Zoologische Praktikum. Er leitete die Übersetzungen ins Russische der Bücher über Protozoen und Hohltiere von Heinrich Georg Bronn und der Tabellen zur Vergleichenden Anatomie von Julius Victor Carus. Zu Bogdanows Schülern gehörten Dmitri Nikolajewitsch Anutschin, Lew Semjonowitsch Berg, Sergei Alexejewitsch Sernow, Wladimir Alexandrowitsch Wagner, Nikolai Wiktorowitsch Nassonow, Nikolai Michailowitsch Kulagin, Alexei Alexejewitsch Korotnew, Wassili Nikolajewitsch Uljanin, Grigori Alexandrowitsch Koschewnikow, Pawel Iljitsch Mitrofanow, Nikolai Jurjewitsch Sograf und Wladimir Michailowitsch Schimkewitsch.
Bogdanow hatte drei Söhne und eine Tochter. Der älteste Sohn Wladimir (1865–1931) studierte an der physikalisch-mathematischen Fakultät der MGU und unterrichtete dann in Moskau an der 1. Realschule. Er ließ sich 1914 zum russisch-orthodoxen Priester weihen, wurde nach der Oktoberrevolution 1923 verhaftet und bis 1924 verbannt und lebte ab 1929 am Rande von Sagorsk als Asket. Der jüngste Sohn Elli (1872–1931) war einer der Begründer der Zootechnik in der UdSSR. Die Tochter Olga (* 1868) schrieb Erzählungen für Kinder und widmete sich dem wissenschaftlichen Nachlass ihres Vaters.
Bogdanow wurde auf dem Nowodewitschi-Friedhof begraben.

## Ehrungen
- Orden des Heiligen Wladimir III. Klasse (1872), II. Klasse[5]
- Russischer Orden der Heiligen Anna II. Klasse, I. Klasse
- Sankt-Stanislaus-Orden II. Klasse, I. Klasse
- Offizierskreuz der Ehrenlegion[5]
- Verdienter Professor der MGU (1883)[4]